# 플로트 스위치

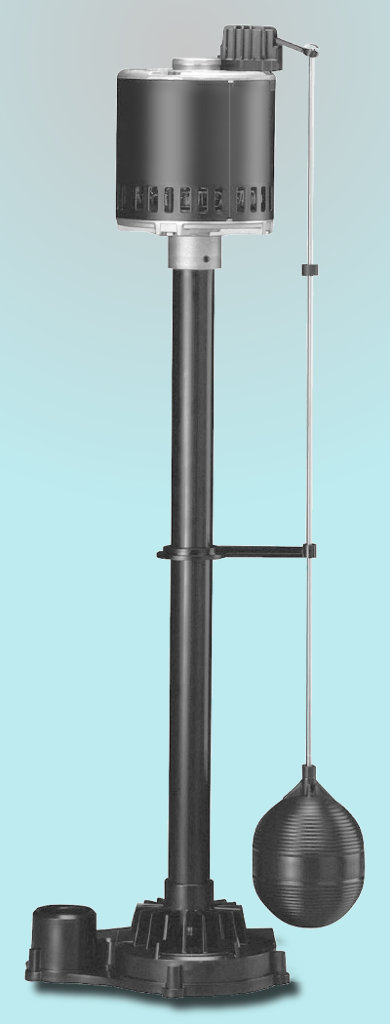
플로트 스위치가 있는 페디스탈 섬프 펌프

플로트 스위치(float switch)는 레벨 센서의 일종으로, 탱크 내의 액체 수위를 감지하는 데 사용되는 장치이다. 이 스위치는 펌프를 제어하거나, 지시계, 경보 또는 기타 장치를 제어하는 데 사용될 수 있다.
한 종류의 플로트 스위치는 경첩이 달린 플로트 내부에 수은 스위치를 사용한다. 또 다른 일반적인 유형은 로드를 들어 올려 마이크로스위치를 작동시키는 플로트이다. 한 패턴은 튜브 내부에 장착된 리드 스위치를 사용한다. 자석을 포함하는 플로트가 튜브를 감싸고 튜브에 의해 안내된다. 플로트가 자석을 리드 스위치까지 올리면 리드 스위치가 닫힌다. 하나의 어셈블리로 다른 레벨 표시를 위해 여러 개의 리드를 튜브에 장착할 수 있다.

섬프 펌프에서 열린 플로트 스위치
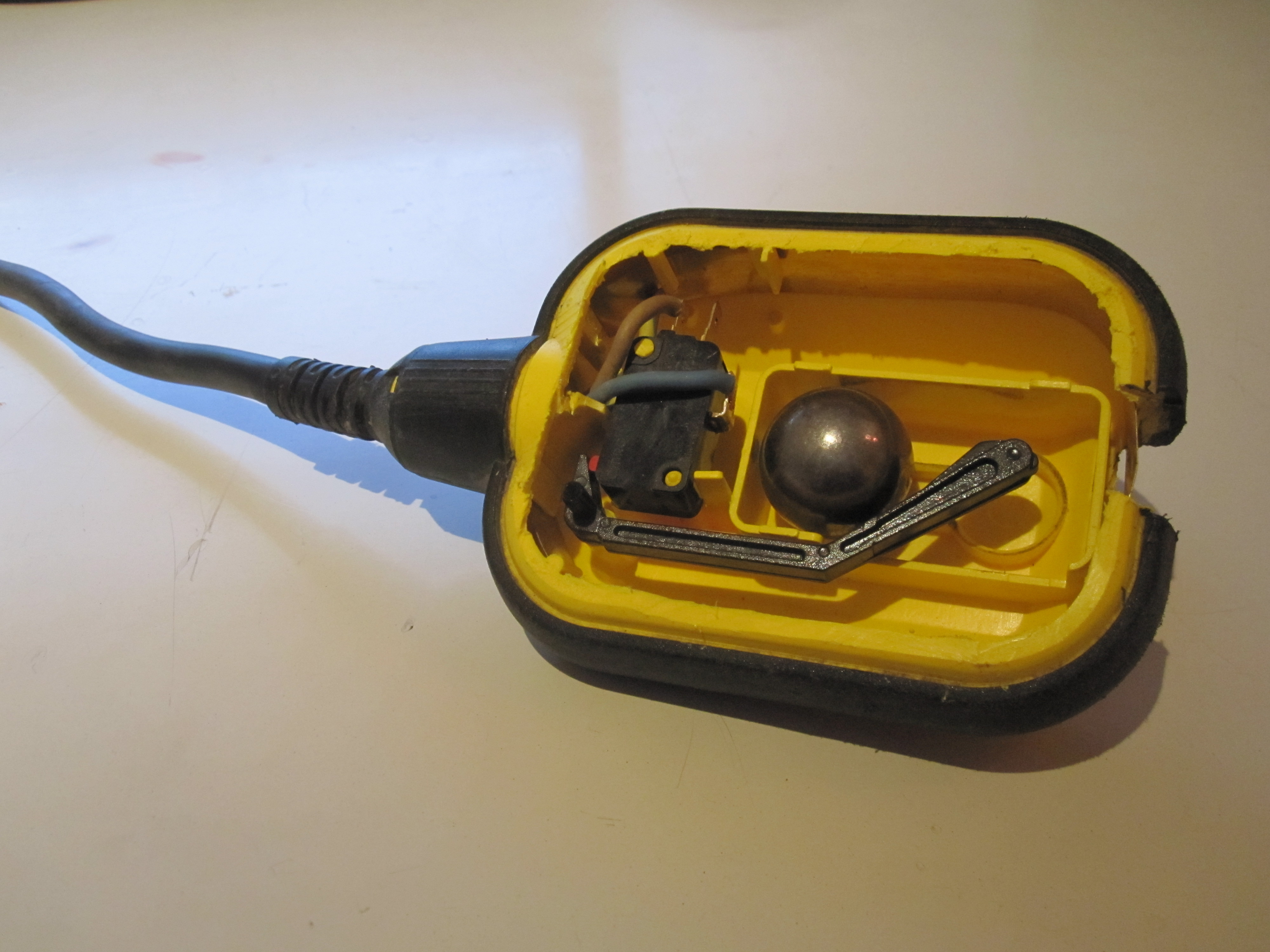
플로트 스위치 켜짐
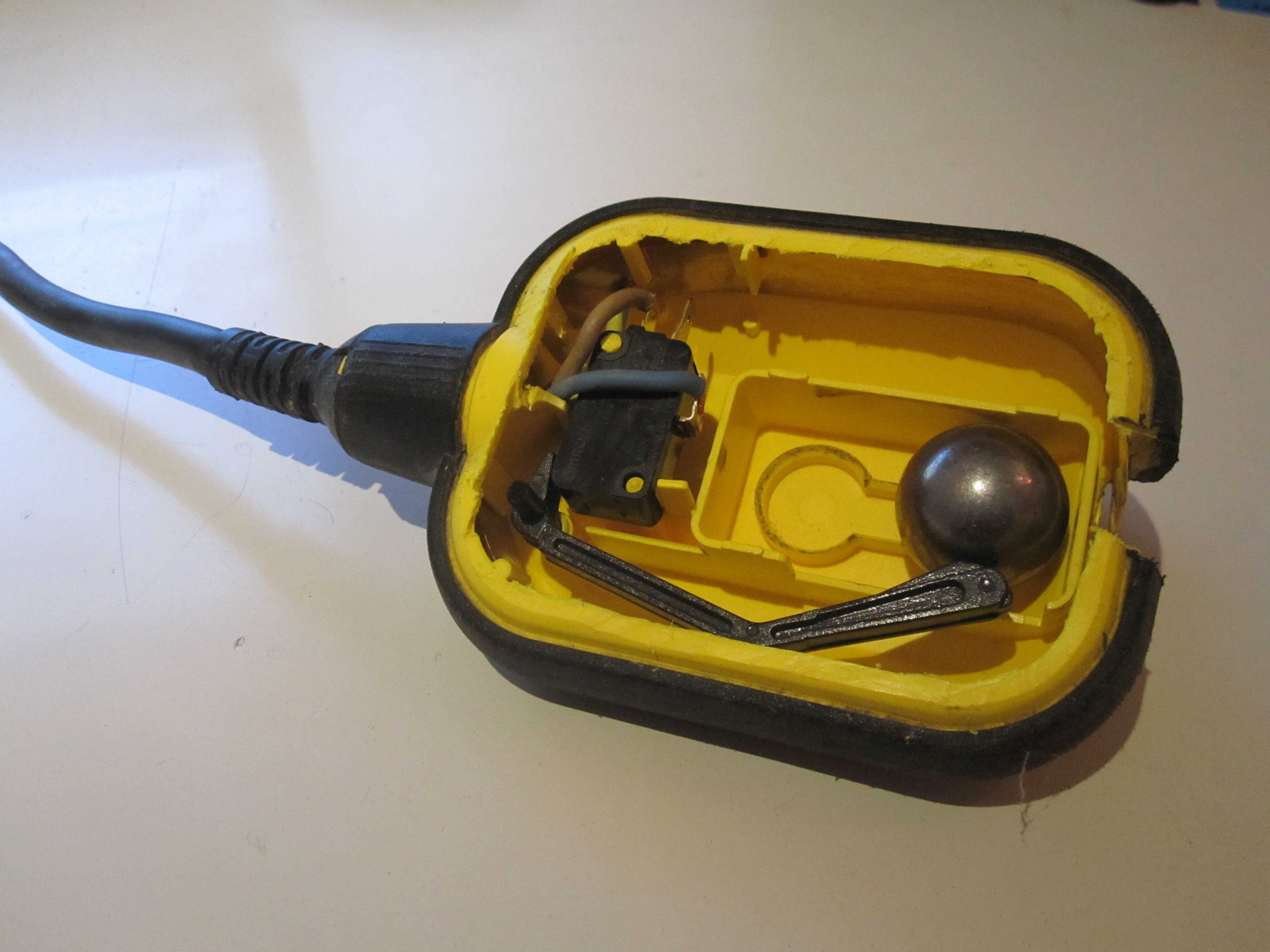
플로트 스위치 꺼짐

매우 일반적인 응용 분야는 섬프 펌프 및 응축수 펌프에서 스위치가 섬프 또는 탱크의 액체 수위 상승을 감지하고 전기 펌프에 에너지를 공급하여 액체 수위가 상당히 감소할 때까지 액체를 펌핑하고, 이 시점에서 펌프가 다시 꺼지는 경우이다. 플로트 스위치는 종종 조절 가능하며 상당한 이력을 포함할 수 있다. 즉, 스위치의 "켜짐" 지점이 "꺼짐" 지점보다 훨씬 높을 수 있다. 이것은 관련 펌프의 켜짐-꺼짐 사이클링을 최소화한다.
일부 플로트 스위치에는 2단계 스위치가 포함되어 있다. 액체가 첫 번째 단계의 트리거 지점까지 상승하면 관련 펌프가 활성화된다. 액체가 계속 상승하면(아마도 펌프가 고장 났거나 배출구가 막혔기 때문일 수 있음) 두 번째 단계가 트리거된다. 이 단계는 펌핑되는 액체의 공급원을 차단하거나, 경보를 트리거하거나, 둘 다 수행할 수 있다.
압력이 가해지는 용기 내부에서 수위를 감지해야 하는 경우, 종종 자석을 사용하여 플로트의 움직임을 압력 용기 외부에 있는 스위치에 연결한다. 경우에 따라서는 스터핑 박스를 통해 로드를 사용하여 스위치를 작동시킬 수 있지만, 이는 높은 항력을 발생시키고 누출 가능성이 있다. 성공적인 플로트 스위치 설치는 플로트의 움직임을 방해할 수 있는 먼지 축적 기회를 최소화한다. 플로트 스위치 재료는 부식성 공정 액체의 유해한 영향에 저항하도록 선택된다. 일부 시스템에서는 적절하게 선택되고 크기가 정해진 플로트를 사용하여 밀도가 다른 두 액체 간의 계면 수위를 감지할 수 있다.

## 같이 보기
- 플로트 (액체 수위)
- 연료 게이지
- 레벨 센서
- 수면계